# Patri david
Patri david là một loài nhện trong họ Oonopidae.
Loài này thuộc chi Patri. Patri david được P. L. G. Benoit miêu tả năm 1979.